# لادونيا (دولة مجهرية)
لادونيا (بالسويدية: Ladonien) لادونيا (السويدية: Ladonien) هي دولة مجهرية إعلن عنها عام 1996 كنتيجة لمعركة قضائية استمرت لسنوات بين الفنان لارش فيلكس والسلطات المحلية حول تمثالين. هذه المنطقة المزعومة هي جزء من محمية كولابيرج [الإنجليزية] الطبيعية في جنوب السويد.
تحتوي لادونيا على منحوتتين، أنشأت لادونيا احتجاجا على قرار السلطات السويدية القاضي بإزالة هذه المنحوتات. لادونيا غير معترف بها في أي دولة، وطبقا للقانون الدولي لا يوجد أساس لتسميتها بمسمى «الدولة».

## تاريخ

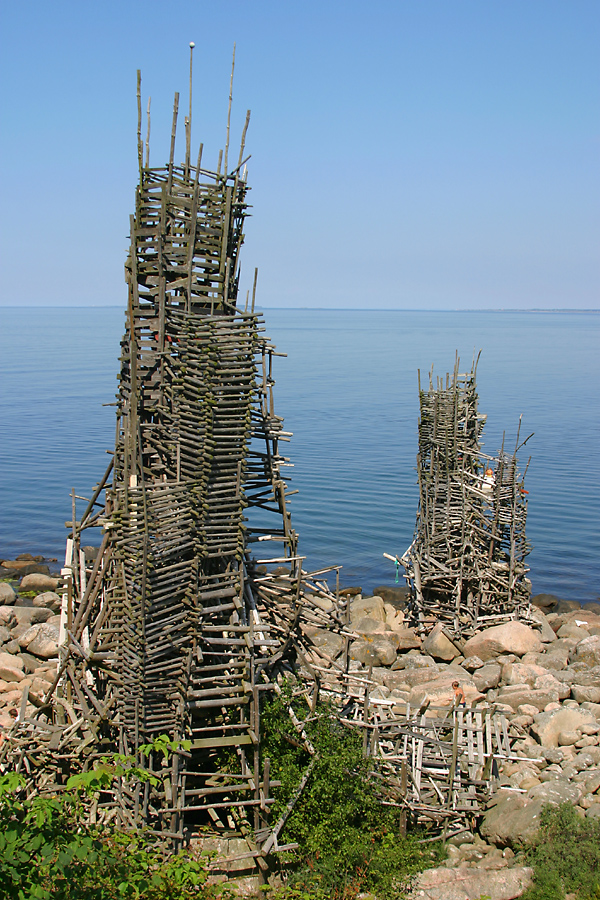
منحوتة الكثير

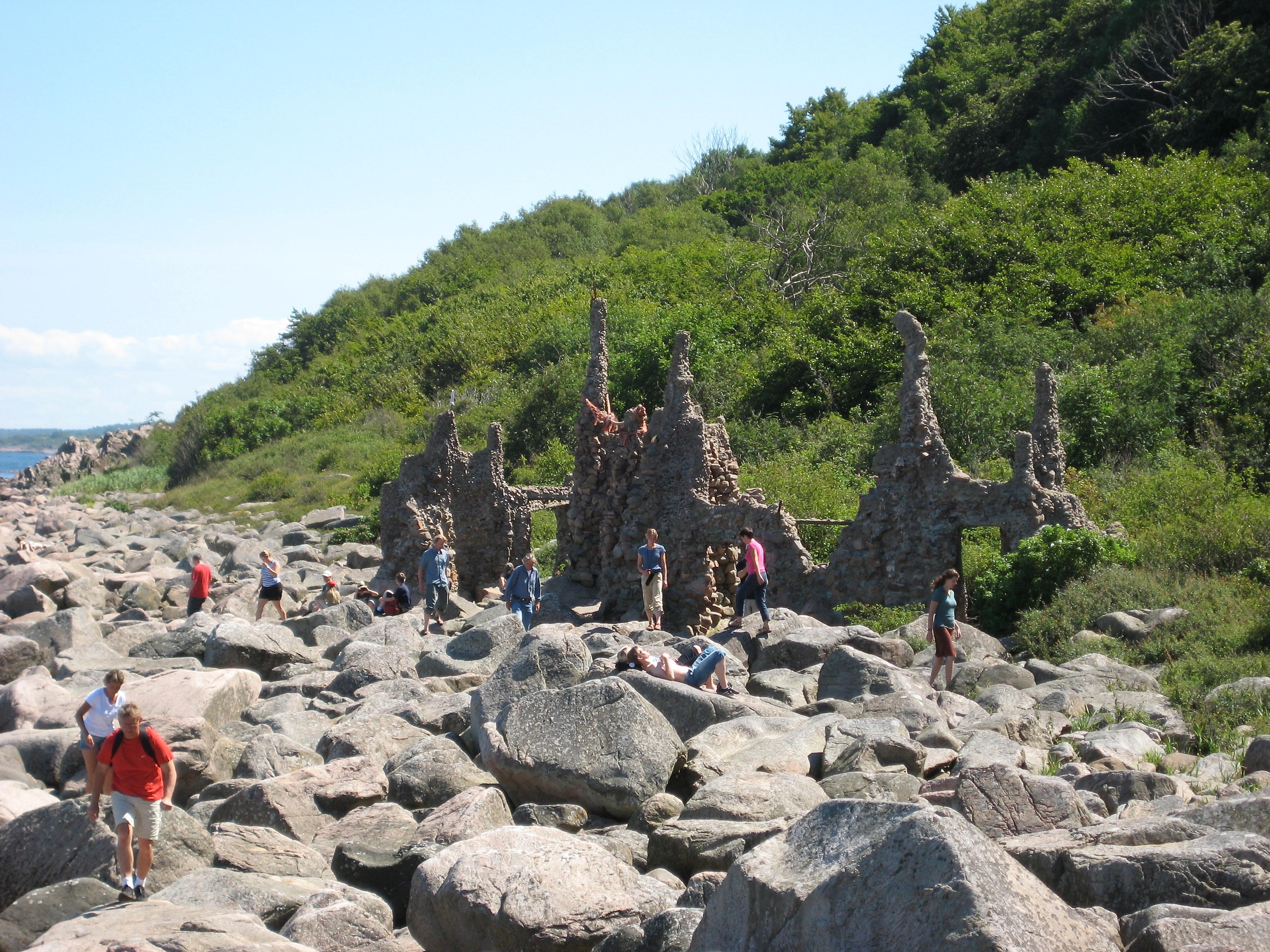
منحوتة القلعة

في عام 1980، بدأ الفنان لارش فيلكس بناء اثنين من المنحوتات، الأولى تسمى الكثير (باللاتينية: Nimis)، وهو عبارة عن هيكل مصنوع من 75 طناً من الخشب الطافي). والمنحوتة الثانية تسمى القلعة (باللاتينية: Arx)، وهو هيكل مصنوع من حجر.
موقع المنحوتات من الصعب الوصول إليها لتطرف موقعها، ونتيجة لذلك لم تكن قد اكتشفت من قبل السلطات المحلية لمدة عامين، وعندها قرر المجلس المحلي على ضرورة إزالة التماثيل. قالوا أن هذه التماثيل عبارة عن منازل مبنية على محمية طبيعية، والمحمية الطبيعية محرم البناء عليها.
ناشد فيلكس قرار مجلس الأمن، لكنه خسر. وناشد مراراً وتكراراً، والقضية في النهاية حسمت لصالح المجلس، من قبل الحكومة السويدية. ومع ذلك، في غضون ذلك Nimis تم شراؤها من فيلكس من قبل الفنانين كريستو وجين كلود بعد وفاة جوزيف بويس، الذي اشتراها في عام 1984. وفي عام 1996 أعلن فيلكس ميكرونأيشن من لادونيا احتجاجا على المجالس المحلية.
في عام 1999، وآخر النحت وOmphalos (التي تحمل اسم Omphalos، تم إنشاء التمثال في معبد صغير في دلفي «، بمناسبة مركز العالم»). وهي مصنوعة من الحجر والخرسانة، 1.61 متراً وتزن طناً. واتهم Krapperup Gyllenstiernska مؤسسة، وشكلت لتشجيع الفن والثقافة، فيلكس لبناء هذا النحت واشتكى إلى الشرطة، وفي آب / أغسطس 1999، أمرت محكمة مقاطعة زواله. وقال إن المؤسسة طلبت من إزالة Nimis وArx، ولكن المحكمة حكمت عليه. وناشدت المؤسسة هذا القرار أمام المحكمة العليا، التي حكمت في نهاية المطاف ضده. وكانت الشرطة غير قادرة على التعرف على هويات فيلكس والنحات، ولكن المحكمة رأت أن منطقة وجوده.

## وصلات خارجية
- موقع لادونيا الرسمي.